# (306) Unitas
(306) Unitas es un asteroide que forma parte del cinturón de asteroides y fue descubierto por Elia Filippo Francesco Millosevich el 1 de marzo de 1891 desde el observatorio astronómico del Collegio Romano en Roma, Italia. Está nombrado así, a propuesta del astrónomo italiano Pietro Tacchini (1838-1905), en referencia a la unidad de Italia y a un libro del también astrónomo italiano Angelo Secchi (1818-1878).

## Características orbitales
Unitas orbita a una distancia media del Sol de 2,358 ua, pudiendo alejarse hasta 2,714 ua y acercarse hasta 2,001 ua. Tiene una excentricidad de 0,1512 y una inclinación orbital de 7,278°. Emplea 1322 días en completar una órbita alrededor del Sol.